# Jeżów Sudecki (gromada)
Jeżów Sudecki – dawna gromada, czyli najmniejsza jednostka podziału terytorialnego Polskiej Rzeczypospolitej Ludowej w latach 1954–1972.
Gromady, z gromadzkimi radami narodowymi (GRN) jako organami władzy najniższego stopnia na wsi, funkcjonowały od reformy reorganizującej administrację wiejską przeprowadzonej jesienią 1954 do momentu ich zniesienia z dniem 1 stycznia 1973, tym samym wypierając organizację gminną w latach 1954–1972.
Gromadę Jeżów Sudecki z siedzibą GRN w Jeżowie Sudeckim utworzono – jako jedną z 8759 gromad na obszarze Polski – w powiecie jeleniogórskim w woj. wrocławskim, na mocy uchwały nr 15/54 WRN we Wrocławiu z dnia 2 października 1954. W skład jednostki weszły obszary dotychczasowych gromad: Jeżów Sudecki ze zniesionej gminy Jeżów Sudecki w powiecie jeleniogórskim oraz Płoszczyna ze zniesionej gminy Bystrzyca w powiecie lwóweckim w tymże województwie. Dla gromady ustalono 19 członków gromadzkiej rady narodowej.
31 grudnia 1959 do gromady Jeżów Sudecki włączono obszar o powierzchni 34 ha z miasta na prawach powiatu Jelenia Góra w tymże województwie.
1 stycznia 1960 do gromady Jeżów Sudecki włączono obszar zniesionej gromady Siedlęcin w tymże powiecie.
31 grudnia 1961 do gromady Jeżów Sudecki włączono obszar zniesionej gromady Dziwiszów w tymże powiecie.
Gromada przetrwała do końca 1972 roku, czyli do kolejnej reformy gminnej. 1 stycznia 1973 w powiecie jeleniogórskim reaktywowano gminę Jeżów Sudecki.